# Michael Raphael Schmuz
Michael Raphael Schmuz (geboren 1615/1616 in Poysdorf (Niederösterreich); † 5. August 1679 in oder bei Neuburg an der Donau) war ein Rat, Hof- und Stadtmedicus in Neuburg an der Donau.

## Leben
Michael Raphael Schmuz stammte aus dem niederösterreichischen Poysdorf, promovierte an der Universität Ingolstadt und war bereits mit rund 24 Jahren in Augsburg als Arzt tätig. Von dort ging er 1640 nach Neuburg und trat in die Dienste Pfalzgraf Wolfgang Wilhelms und seines Sohnes Pfalzgraf Philipp Wilhelm. Er wurde Rat, Hof- und Stadtmedicus. Er verfasste und publizierte einige medizinische Werke, insbesondere über die Wasserheilkunst und die Wirkung von Heilbädern. Unter anderem versuchte er den Eichstätter Bischof zu bewegen, das im Dreißigjährigen Krieg verfallene Wildbad Mörnsheim wiederzubeleben.
Ebenfalls publizistisch nahm er in Streitfragen mit Kollegen Stellung, vor allem gegen den Paracelsus-Anhänger Johann Zwelfer. 
Bereits vor 1643 hatte Schmuz in Neuburg vor dem Oberen Tor im Brandl einen medizinischen Garten, einen „Hortus Medicus“ angelegt und aus diesem auch den fürstlichen Hof versorgt.
Er erwarb Grundbesitz in der Stadt Neuburg und in dem nahgelegenen Dorf Laisacker, wo er wohl zeitweise im später so genannten Auschlösschen wohnte und wo er auch einen Bauernhof kaufte, der bis ins 20. Jahrhundert den Hausnamen Schmuzerbauernhof trug und zu dem damals auch der Ziegelstadel gehörte.
Schmuz starb im Alter von 63 Jahren in Neuburg oder in Laisacker und er wurde in einer neu angelegten Gruft der St. Leonhardskirche in Laisacker begraben. Er und die Familie seines Schwiegervaters, des Lütticher Syndikus Gerhard Davans, stifteten mehrere Jahrtage und Seelenmessen in die Kirche von Laisacker. Warum Davans von Lüttich nach Neuburg kam, ist bislang unbekannt, dürfte aber daher rühren, dass der Schwager Pfalzgraf Wolfgang Wilhelms auch Fürstbischof von Lüttich war und daher Kontakt zwischen den beiden Höfen und deren Beamten bestand.

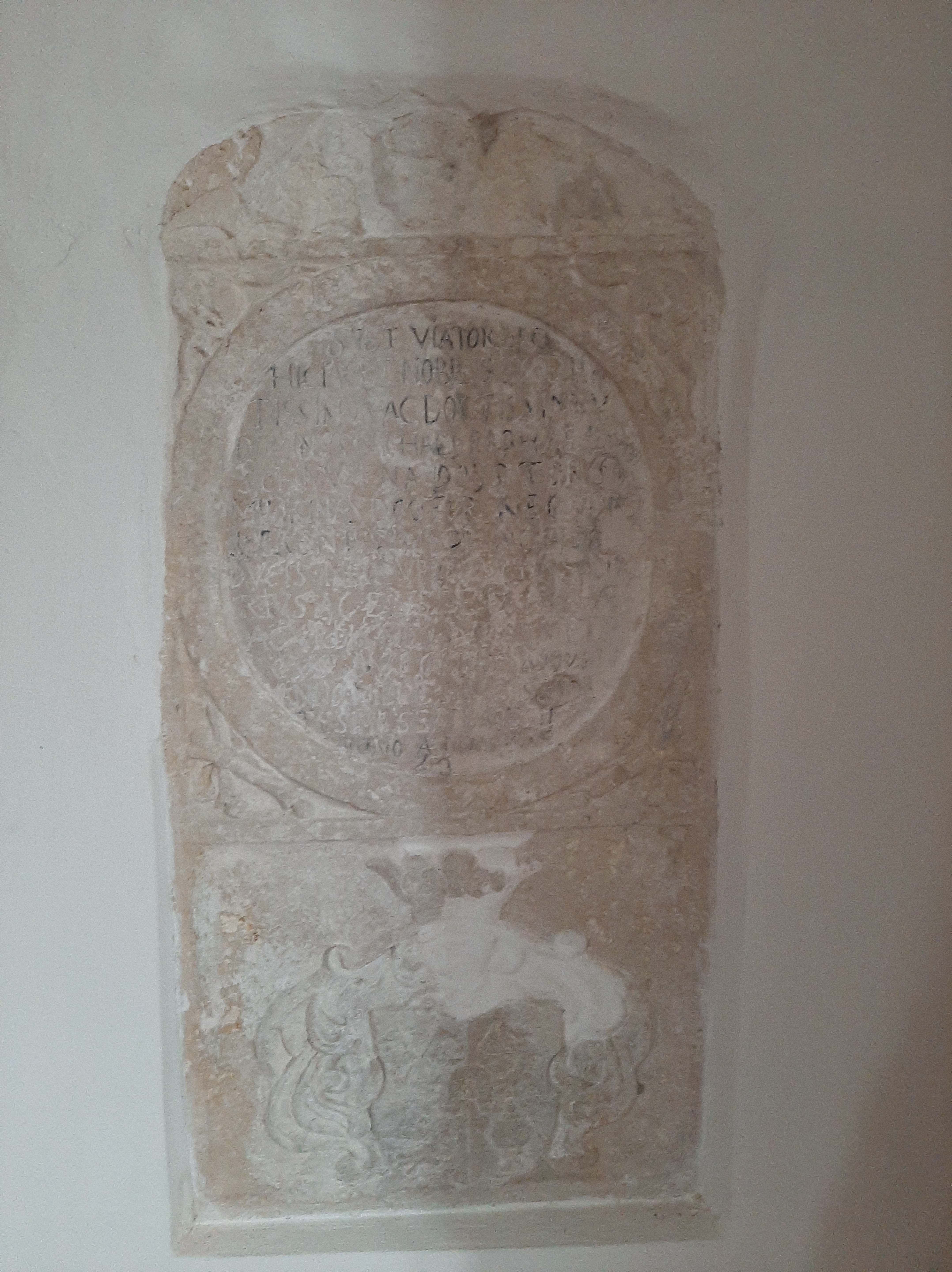
Epitaph von Dr. Michael Raphael Schmuz in der Kirche Laisacker

Auf dem Epitaph von Michael Raphael Schmuz steht:
SISTE VIATOR LECE (LEGE)
HIC JACET NOBILIS EXCELLEN
TISSIMUS AC DOCTISSIMUS
DOMINUS MICHAEL RAPHAEL
SCHMUZENA POYSTORF
MEDICINAE DOCTOR NECNON
SERENISSIMI PRINCIPIS AC
DUCIS NEOBURGICI CONSILIA
RIUS AC EIUSDEM AULAE
AC URBIS NEOBURGI MEDI
CUS SUI OBIIT 5 AUGUST
ANNO MILLESIMO SESCEN
TESIMO SEPTUAGESIMO
MONO (NONO) 63 AETATIS SUAE
Bleib stehen Wanderer, lies:
Hier ruht der hochgeborene hochberühmte
und hochgelehrte
Herr Michael Rafael
Schmuz von Poysdorf,
Doktor der Medizin und auch 
seines durchlauchtigsten Fürsten und 
Herzogs in Neuburg Rat, 
sowie Hof- 
und Stadtmedicus in Neuburg, 
gestorben 5. August 
im Jahr eintausendsechshundert-
neunundsiebzig.
Seines Lebensalters 63 Jahre.
(Transkription und Übersetzung von Michael Eckstein, NK 123 (1970), 36-37)

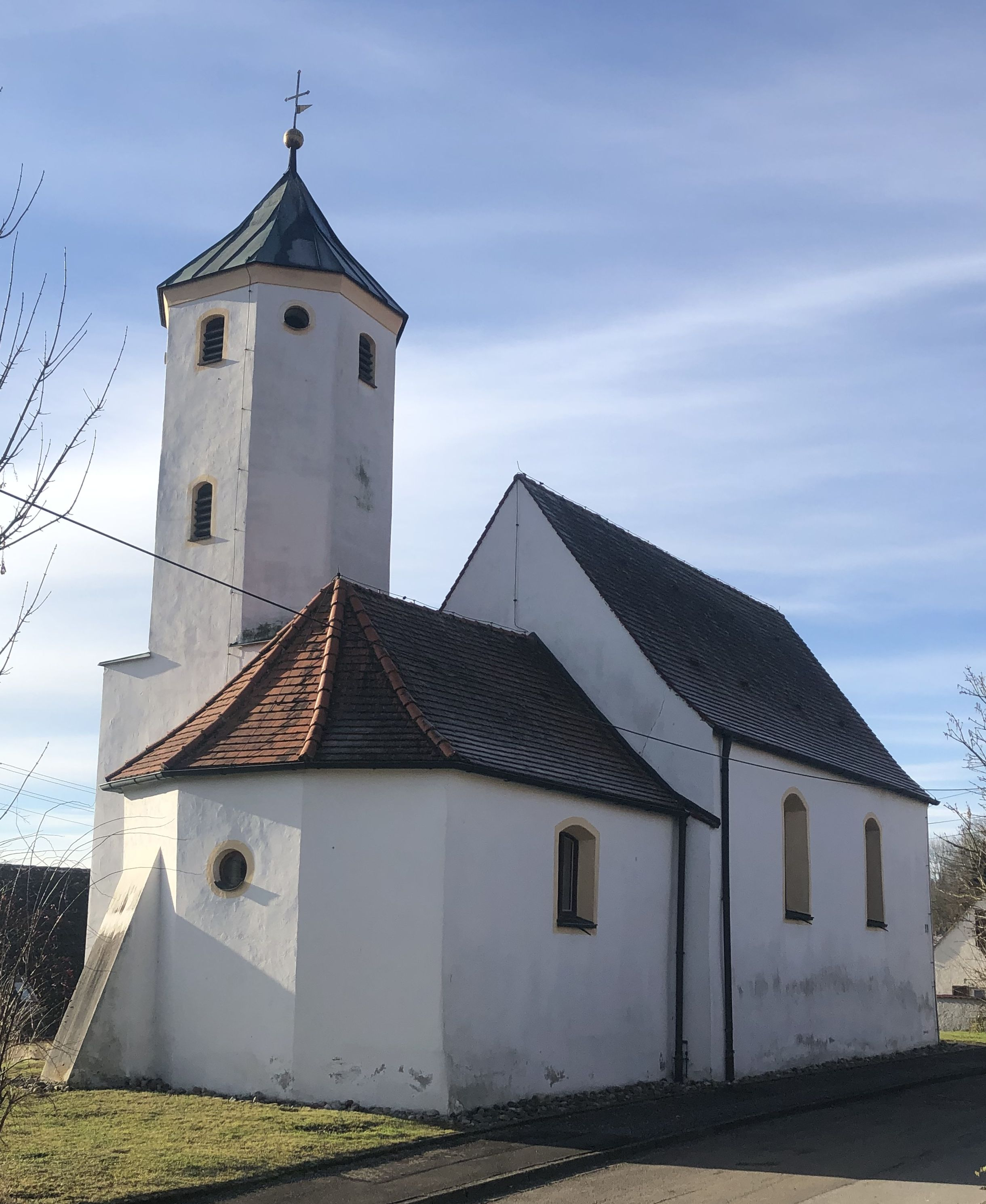
Kirche Sankt Leonhard in Laisacker

## Werke
- Disputatio Medica De Angina. Ingolstadii, 1638 (Digitalisat)
- Methodvs Cvrandi Calcvlvm: Ad Mvltorvm Gravivm Virorvm instantiam Typo Com[m]issa. Neobvrgi Ad Danubium, Anno M. DC. XXXX (Digitalisat)
- New warhaffte, unnd kurtze beschreibung, dern umb die Neustatt fürtrefflichen entspringenden Wildbädern. Neoburgi ad Istrum, 1645 (Digitalisat)
- Mich. Raph. Schmuzen Tractatus de nymphis Carolo-Badensibus in regno Bohemiae. [Erscheinungsort nicht ermittelbar], [1662] (Digitalisat)
- Newe Wunder beschreibung des Wilt- oder Waltbads zu Pfeffers: Mit dessen Mineralien, Einsatz vnd ingredienzen, in der experientz vnd rationibus Philosophicis beschriben vnnd an dag gegeben. Neuburg an der Daunaw, 1665 (Digitalisat)
- Ius retorquendi seu Apologiae Schmuzianae: Pars altera germania. S.l., 1672 (Digitalisat)
- Antithesis. S.l., 1674 (Digitalisat)
- Kurtz, Neu und niemals Beschriebenes Wilt oder Walt-Bad zu Mörrersheim, im Bistum Eychstatt gelegen. Neuburg an der Donau: Hofdrucker Joh. Modest. Strasser 1674 (Digitalisat)